# Máy phát sóng khoảng cách tia lửa

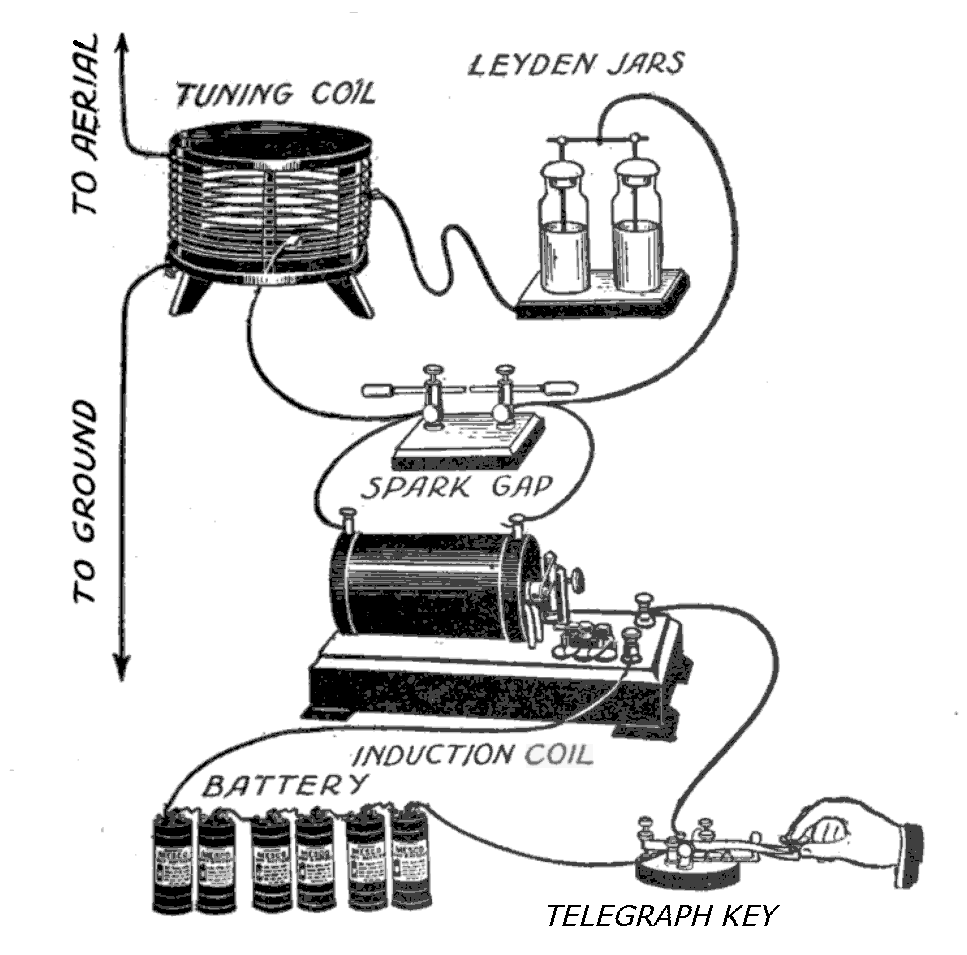
Sơ đồ của một máy phát sóng khoảng cách tia lửa đơn giản.

Máy phát sóng khoảng cách tia lửa là một loại máy phát vô tuyến lỗi thời tạo ra sóng vô tuyến bằng tia lửa điện. Máy phát sóng khoảng cách tia lửa là loại máy phát vô tuyến đầu tiên, và là loại chính được sử dụng trong thời kỳ điện báo không dây từ năm 1887 đến cuối chiến tranh thế giới thứ nhất. Nhà vật lý người Đức Heinrich Hertz đã chế tạo máy phát sóng khoảng cách tia lửa thử nghiệm đầu tiên vào năm 1887, nhờ đó, ông đã chứng minh sự tồn tại của sóng vô tuyến và nghiên cứu các tính chất của chúng.

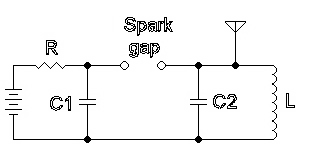
Sơ đồ của một máy phát sóng khoảng cách tia lửa thử nghiệm. Mạch này khá khác so với mạch cơ bản của các máy phát sóng khoảng cách tia lửa thực tế, được sử dụng vào những thập kỷ đầu tiên của thế kỷ 20.
Chú thích:
- Tụ điện - C_{1} và C_{2}.
- Điện trở - R.
- Cuộn cảm - L.